# Heppenheim
Heppenheim er en kommune i Kreis Bergstraße med 25266 indbyggere. På sydhessisk dialekt hedder byen også Hepprum.

## Kommunalvalg 2011
| Parti                        | Procent |
| ---------------------------- | ------- |
| CDU                          | 39,4    |
| SPD                          | 30,8    |
| Grüne Liste Heppenheim       | 13,6    |
| Freie Wähler Heppenheim PINI | 5,3     |
| FDP                          | 5,0     |
| Die Linke                    | 2,4     |
| Leben im Zentrum             | 2,3     |
| Die Starkenbürger            | 1,2     |

## Partnerbyer
Heppenheim er partnerby til
- Kaltern, Italien siden 18. September 1971
- Le Chesnay, Frankrig siden 12. April 1975
- West Bend, USA siden 19. Juni 2004

 Der er for få eller ingen kildehenvisninger i denne artikel, hvilket er et problem. Du kan hjælpe ved at angive troværdige kilder til de påstande, som fremføres i artiklen.